# Chilades pulchristriata
Chilades pulchristriata är en fjärilsart som beskrevs av Bethune-Baker 1905. Chilades pulchristriata ingår i släktet Chilades och familjen juvelvingar. Inga underarter finns listade i Catalogue of Life.